# Pehr Imre
Pehr Imre (Budapest, Józsefváros, 1914. szeptember 13. – Budapest, 1977. október 18.) orvos, diplomata.

## Élete
Pehr Schlojme (1889–1944) kereskedősegéd és Hammer Dwojre (1892–1974) varrónő fiaként született. Apja Odesszából származott, a holokauszt áldozata lett. Anyja Tarnopolból került Budapestre. Testvére Pehr Sándor.
Középiskolai tanulmányait 1924 és 1932 között a Budapesti VIII. kerületi Magyar Királyi Állami Zrínyi Miklós Reálgimnáziumban végezte. 1937-ben a Bolognai Egyetemen szerezte meg orvosi oklevelét. 1938 és 1940 között tényleges katonai szolgálatot teljesített, utána gépkocsivezetőként dolgozott. 1942-ben zsidó származása miatt behívták munkaszolgálatra. Szovjet hadifogságba került, 1947-ben tért haza. Hazatérése után az egészségügyi szakszervezet alkalmazásában állt. 1948-ban a Honvédelmi Minisztériumba helyezték; a Katonapolitikai Osztály, majd a IV. Főcsoportfőnökség katonai hírszerző tisztje volt.
1950-től – megszakítással – a Külügyminisztérium munkatársa, Bernben teljesített külszolgálatot, később a Magyar Népköztársaság római nagykövetségének II. osztályú tanácsosa volt. 1965-ben az Elnöki Tanács rendkívüli és meghatalmazott nagykövetté nevezte ki és megbízta hazánk hanoi nagykövetségének vezetésével. 1967 májusától a hanoi nagykövetség vezetésére kapott megbízatásának érintetlenül hagyása mellett megbízták a Magyar Népköztársaság képviseletével a Laoszi Királyságban. 1970. július 1-jén felmentették nagyköveti kinevezése alól. 1972-ben mint külügyminisztériumi főosztályvezető vonult nyugalomba.
A budapesti Farkasréti temetőben helyezték nyugalomra.

### Magánélete
Feleségétől egy gyermeke született.
Orosz, olasz, francia és német nyelven beszélt.

## Díjai, elismerései
- Munka Érdemrend arany fokozata (1968, 1972)[7][8]